# Kajetan Mérey
Kajetan Mérey von Kapos-Mére (Vienna, 16 gennaio 1861 – Vienna, 2 febbraio 1931) è stato un diplomatico austro-ungarico, e ambasciatore a Roma allo scoppio della prima guerra mondiale.

## Biografia

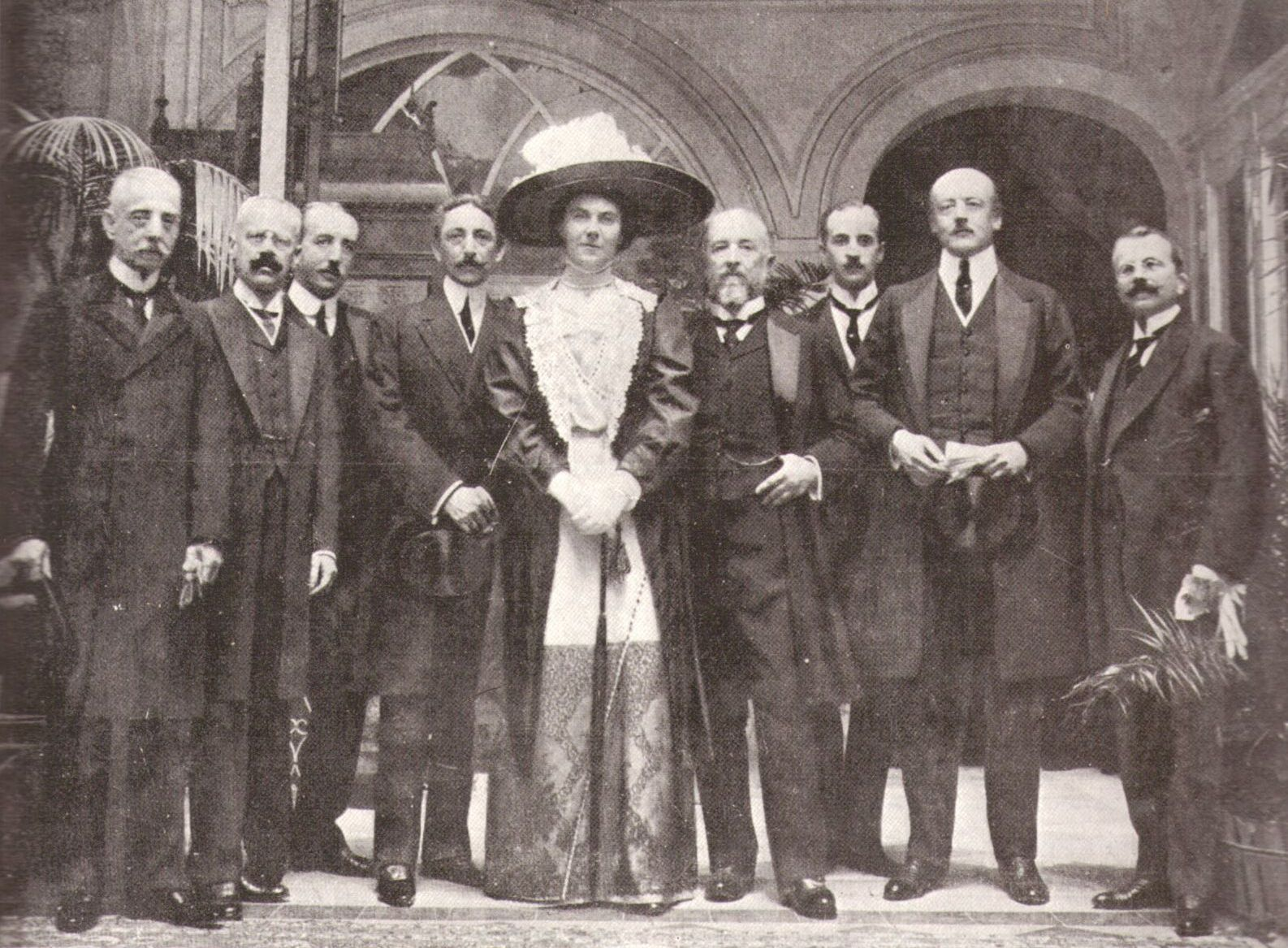
Convegno di San Rossore (Pisa) del 22 ottobre 1912 per il rinnovo della Triplice alleanza. Da sinistra: l'ambasciatore italiano in Austria-Ungheria Giuseppe Avarna, l'ambasciatore austriaco in Italia Kajetan Mérey, il conte Alexander Hoyos, il principe Pietro Lanza di Scalea, la contessa Berchtold, il ministro degli Esteri italiano marchese Antonino di San Giuliano, il marchese Giovanni Visconti Venosta, il ministro degli Esteri austriaco conte Leopold Berchtold e il commendatore Giacomo De Martino.

Nacque a Vienna il 16 gennaio 1861 in una famiglia appartenente alla piccola nobiltà ungherese, figlio di un bancario, Alexander von Mérey Kapos-Mére (1834-1927).
Educato presso l'Accademia Militare Teresiana, fu nominato tenente nel 1883 ma, dopo aver superato l'esame di ammissione nel corpo diplomatico nel 1885 iniziò la carriera in diplomazia come addetto a Belgrado e poi, l'anno successivo, a Bucarest. Nel 1891, fu inviato presso l'ambasciata austriaca a Parigi e poi a Costantinopoli (oggi Istanbul) nel 1893.
Nel 1895, von Mérey fu scelto dal conte Goluchowski come vice capo di gabinetto, ma fu promosso già nello stesso anno a capo di gabinetto. Nel 1899, fu membro della delegazione austro-ungarica nella Prima Convenzione dell'Aja e nella Seconda.
Il 4 marzo 1910, von Mérey fu scelto dal conte Lexa von Aehrenthal per succedere al conte von Lützow come ambasciatore in Italia. Mérey, definito dai suoi contemporanei "pedante, burocrate privo di tatto, e dal cattivo carattere", non riuscì quindi ad attirarsi le simpatie degli Italiani, anche se lavorò a lungo per cementare i rapporti tra la sua patria e il Paese ospite. Durante le guerre balcaniche tentò inutilmente di allertare Vienna sul deterioramento dei rapporti tra Italia e Austria-Ungheria e su un imminente conflitto europeo.
Dopo l'attentato di Sarajevo, fu prostrato da una grave febbre nervosa. Di conseguenza fu inviato a Roma il conte von Macchio che lo sostituì nelle sue funzioni, ma che ufficialmente non prese mai il suo posto. Partecipò anche al Trattato di Brest-Litovsk e si ritirò in pensione il 2 novembre 1918, qualche giorno prima della fine della guerra. Non prese più parte alla vita politica e diplomatica del suo paese. Morì a Vienna il 2 febbraio 1931.